# ОФК шампионат у фудбалу за жене 2018.
ОФК првенство за жене 2018. је ОФК првенство у женском фудбалу (познато и као Куп женских нација ОФК-а), је било 11. издање ОФК купа женских нација, а одржано је у Новој Каледонији од 18. новембра до 1. децембра 2018. године.
Турнир је служио као океанске квалификације за Светско првенство у фудбалу за жене 2019. године, а шампионке су се квалификовале за Светско првенство у Француској. Шампионке су се такође квалификовале за женски фудбалски турнир на Летњим олимпијским играма 2020. у Јапану.
Нови Зеланд је био бранилац титуле. Освојиле су турнир за своју четврту узастопну и укупно шесту титулу ОФК купа нација за жене.

## Формат
Формат је био следећи:
- Квалификациона фаза: Четири најниже рангиране екипе на основу претходних регионалних наступа свих женских репрезентација (Америчка Самоа, Соломонова Острва, Вануату и Фиџи) ушле су у квалификациону фазу која је одржана од 24. до 30. августа 2018. на Фиџију (првобитно заказана да се одржи у Америчкој Самои).[4][2] Победник се квалификовао за финални турнир, придруживши се осталих седам тимова који су се аутоматски квалификовали.
- Финални турнир: На финалном турниру, који је одржан од 18. новембра до 1. децембра 2018. у Новој Каледонији, играло је укупно осам екипа.[2] За групну фазу су подељени у две групе по четири тима. Два најбоља тима из сваке групе пролазе у нокаут фазу (полуфинале и финале) како би одредили победника ОФК Купа женских нација који се квалификују за Светско првенство у фудбалу за жене 2019., као и за Олимпијски фудбалски турнир.

Жреб за турнир одржан је 21. марта 2018. године у седишту ОФК-а у Окланду, Нови Зеланд. ] И у квалификационој фази и на финалном турниру, домаћини (Фиџи и Нова Каледонија) су на жребу распоређени на позицију А1, док су преостале екипе извучене на остале позиције без унапред одређених носилаца.
Поредак тимова се утврђује на следећи начин:
1. Поени добијени у свим квалификационим утакмицама,
2. Разлика голова у свим квалификационим утакмицама,
3. Број голова постигнутих у свим квалификационим утакмицама,
4. Поени добијени у утакмицама између дотичних тимова,
5. Разлика голова у утакмицама између дотичних тимова,
6. Број голова постигнутих у утакмицама између дотичних тимова,
7. Поени за фер плеј у свим квалификационим утакмицама (само један одбитак се може применити на играча у једном мечу):   - Жути картон: –1 бод;
  - Индиректни црвени картон (други жути картон): –3 бода;
  - Директан црвени картон: –4 бода;
  - Жути картон и директни црвени картон: –5 бодова;
8. Бацање новчића или жреб.

## Квалификације
По први пут, Куп женских нација ОФК-а је био обавезан турнир, тако да је свих 11 репрезентација чланица ОФК-а учествовало на турниру.
| Екипа                | Начин квалификовања      | Учешћа | Претходни успех                          | ФИФА рангирање на почетку турнира |
| -------------------- | ------------------------ | ------ | ---------------------------------------- | --------------------------------- |
| Кукова Острва        | Аутоматски               | 4.     | Треће место (2010, 2014)                 | Није рангирана                    |
| Нова Каледонија      | Аутоматски               | 2.     | Треће место (1983)                       | Није рангирана                    |
| Нови Зеланд          | Аутоматски               | 11.    | Шампионке (1983, 1991, 2007, 2010, 2014) | 20.                               |
| Папуа Нова Гвинеја   | Аутоматски               | 9.     | Другопласирене (2007, 2010, 2014)        | Није рангирана                    |
| Самоа                | Аутоматски               | 3.     | Четврто место (2003)                     | Није рангирана                    |
| Француска Полинезија | Аутоматски               | 2.     | Групна фаза (2010)                       | Није рангирана                    |
| Тонга                | Аутоматски               | 4.     | Треће место (2007)                       | Није рангирана                    |
| Фиџи                 | Квалификације − победник | 4.     | Четврто место (1983, 1998)               | 81.                               |

Напомена: Нова Каледонија и Тахити нису чланови Међународног олимпијског комитета и стога нису имале право да се квалификују за Олимпијски фудбалски турнир.
Квалификациони турнир одржан је од 24. до 30. августа. Сви мечеви су играни у „Черчил парку” у Лаутоки на Фиџију. Првобитно је требало да се квалификациони меч одигра од 27. августа до 4. септембра 2018. у Паго Пагу, главном граду Америчке Самое, али је то промењено.

### Земља домаћина
| Лаутока           | Лаутока |
| ----------------- | ------- |
| Черчхил парк      | Лаутока |
| Капацитет: 18.000 | Лаутока |
|                   | Лаутока |

### Коначан пласман квалификација
| Поз | екипа             | Ута | Поб | Нер | Изг | ГД | ГП | +/− | Бод |
| --- | ----------------- | --- | --- | --- | --- | -- | -- | --- | --- |
| 1   | Фиџи              | 3   | 2   | 1   | 0   | 7  | 1  | +6  | 7   |
| 2   | Вануату           | 3   | 2   | 0   | 1   | 3  | 5  | −2  | 6   |
| 3   | Соломонова Острва | 3   | 1   | 1   | 1   | 2  | 1  | +1  | 4   |
| 4   | Америчка Самоа    | 3   | 0   | 0   | 3   | 0  | 5  | −5  | 0   |

## Градови и стадиони домаћини
Домаћин финалног турнира била је Нова Каледонија. Утакмице су се играле на четири места.
| Коне             | Нумеа                     |
| ---------------- | ------------------------- |
| Стадион Јошида   | Стадион Нума-Дали Магента |
| Капацитет: 3.000 | Капацитет: 16.000         |
| Лифу             | Маре                      |
| Стадион де Хнасе | Стадион де ла Роче        |
| Капацитет: 1.680 | Капацитет: 1.500          |

### Група А
| Pos | Тим                  | О | П | Н | И | ГД | ГП | ГР  | Бод. | Qualification |
| --- | -------------------- | - | - | - | - | -- | -- | --- | ---- | ------------- |
| 1   | Папуа Нова Гвинеја   | 3 | 3 | 0 | 0 | 14 | 3  | +11 | 9    | Нокаут фаза   |
| 2   | Нова Каледонија      | 3 | 2 | 0 | 1 | 8  | 8  | 0   | 6    | Нокаут фаза   |
| 3   | Француска Полинезија | 3 | 0 | 1 | 2 | 8  | 12 | −4  | 1    |               |
| 4   | Самоа                | 3 | 0 | 1 | 2 | 5  | 12 | −7  | 1    |               |

| Самоа | 0 : 5    | Папуа Нова Гвинеја                                                    |
| ----- | -------- | --------------------------------------------------------------------- |
|       | Извештај | - Меган Гунемба 17’, 22’, 53’ - Ивон Габонг 27’ - Рајлин Буелуа 90+2’ |

| Француска Полинезија                   | 2 : 4    | Нова Каледонија                                           |
| -------------------------------------- | -------- | --------------------------------------------------------- |
| - Тахија Тамари 27’ - Нинауеа Хиое 45’ | Извештај | - Камен Ксови 19’ - Џеки Пахоа 22’, 25’ - Аурели Лали 81’ |

| Француска Полинезија                                                 | 5 : 5    | Самоа                                                                  |
| -------------------------------------------------------------------- | -------- | ---------------------------------------------------------------------- |
| - Керол Теотахи 3’, 7’, 50’ - Ханихеј Таума 10’ - Нинауеа Хиое 45+4’ | Извештај | - Сина Сатарака 1’, 79’, 89’ - Хана Кимитете 4’ (а.г.) - Хана Мало 21’ |

| Нова Каледонија                     | 2 : 6    | Папуа Нова Гвинеја                               |
| ----------------------------------- | -------- | ------------------------------------------------ |
| - Ким Магире 48’ - Сидни Гата 90+3’ | Извештај | - Мари Каипу 20’, 31’, 46’, 60’, 81’ - Падио 36’ |

| Папуа Нова Гвинеја                          | 3 : 1    | Француска Полинезија |
| ------------------------------------------- | -------- | -------------------- |
| - Селина Унамба 31’ - Падио 74’, 84’ (пен.) | Извештај | - Ханихеј Таума 6’   |

| Нова Каледонија                             | 2 : 0    | Самоа |
| ------------------------------------------- | -------- | ----- |
| - Ами-Ната Аџапухнија 50’ - Камен Ксови 67’ | Извештај |       |

### Група Б
| Pos | Тим           | О | П | Н | И | ГД | ГП | ГР  | Бод. | Qualification |
| --- | ------------- | - | - | - | - | -- | -- | --- | ---- | ------------- |
| 1   | Нови Зеланд   | 3 | 3 | 0 | 0 | 27 | 0  | +27 | 9    | Нокаут фаза   |
| 2   | Фиџи          | 3 | 2 | 0 | 1 | 15 | 10 | +5  | 6    | Нокаут фаза   |
| 3   | Тонга         | 3 | 1 | 0 | 2 | 1  | 23 | −22 | 3    |               |
| 4   | Кукова Острва | 3 | 0 | 0 | 3 | 0  | 10 | −10 | 0    |               |

| Нови Зеланд | 11 : 0   | Тонга |
| --- | -------- | ----- |
| - Рози Вајт 8’, 15’ - Анали Лонго 9’, 13’ - Бетси Хасет 34’, 35’ - Сера Грегориус 37’, 39’, 52’ - Риа Персивал 67’ - Грејс Јале 88’ | Извештај |       |

| Кукова Острва | 0 : 3    | Фиџи                                                          |
| ------------- | -------- | ------------------------------------------------------------- |
|               | Извештај | - Кема Насау 34’ - Трина Дејвис 36’ - Луиса Таманитоакула 57’ |

| Тонга | 0 : 12   | Фиџи |
| ----- | -------- | --- |
|       | Извештај | - Луиса Таманитоакула 6’, 11’, 24’, 36’ - Кема Насау 13’, 43’, 51’ - Трина Дејвис 20’, 81’ - Софи Дијаловај 22’, 30’, 90’ |

| Нови Зеланд                                                                                     | 6 : 0    | Кукова Острва |
| ----------------------------------------------------------------------------------------------- | -------- | ------------- |
| - Анали Лонго 13’ - Ема Ролстона 15’, 45’ - Кети Руд 68’ - Сера Мортон 90+1’ - Грејс Јале 90+2’ | Извештај |               |

| Тонга           | 1 : 0    | Кукова Острва |
| --------------- | -------- | ------------- |
| - Лавен Вака 3’ | Извештај |               |

| Фиџи | 0 : 10   | Нови Зеланд |
| ---- | -------- | --- |
|      | Извештај | - Анали Лонго 8’, 38’ - Сера Грегориус 16’, 24’, 88’ - Мејкајла Мур 54’ - Кети Руд 58’, 79’ - Мереони Тора 70’ (а.г.) - Ема Ролстон 85’ |

## Нокаут фаза

### Мрежа
|  | Полуфинале          | Полуфинале  |                         |   | Финале | Финале |
|  |                     |             |                         |   |        |        |
|  | 28. новембар – Маре |             |                         |   |        |        |
|  |                     |             |                         |   |        |        |
|  | Папуа Нова Гвинеја  | 1           |                         |   |        |        |
|  | Папуа Нова Гвинеја  | 1           | 1. децембар – Нумеа     |   |        |        |
|  | Фиџи                | 5           |                         |   |        |        |
|  | Фиџи                | 5           | Фиџи                    | 0 |        |        |
|  | 28. новембар – Лифу |             | Фиџи                    | 0 |        |        |
|  |                     | Нови Зеланд | 8                       |   |        |        |
|  | Нови Зеланд         | Нови Зеланд | 8                       | 8 |        |        |
|  | Нови Зеланд         |             |                         | 8 |        |        |
|  | Нова Каледонија     | 0           |                         |   |        |        |
|  | Нова Каледонија     | 0           | Утакмица за треће место |   |        |        |
|  |                     |             |                         |   |        |        |
|  | 1. децембар – Нумеа |             |                         |   |        |        |
|  |                     |             |                         |   |        |        |
|  | Папуа Нова Гвинеја  | 7           |                         |   |        |        |
|  | Папуа Нова Гвинеја  | 7           |                         |   |        |        |
|  | Нова Каледонија     | 1           |                         |   |        |        |

### Полуфинале
| Папуа Нова Гвинеја  | 1 : 5    | Фиџи                                                                                    |
| ------------------- | -------- | --------------------------------------------------------------------------------------- |
| - Меган Гунемба 12’ | Извештај | - Трина Дејвис 24’, 65’ - Луиса Таманитоакула 27’ - Кема Насау 72’ - Софи Дијаловај 87’ |

| Нови Зеланд                                                                                         | 8 : 0    | Нова Каледонија |
| --------------------------------------------------------------------------------------------------- | -------- | --------------- |
| - Бетси Хасет 1’ - Ема Ролстон 7’, 20’, 43’ - Кети Бовен 26’ - Пејџ Сатчел 31’ - Рози Вајт 38’, 68’ | Извештај |                 |

### Утакмица за треће место
| Папуа Нова Гвинеја                                                                  | 7 : 1    | Нова Каледонија  |
| ----------------------------------------------------------------------------------- | -------- | ---------------- |
| - Меган Гунемба 5’, 36’, 54’, 82’ - Ивон Габонг 41’ - Селина Унамба 52’ - Бирум 84’ | Извештај | - Џеки Пахоа 60’ |

### финале
Победнице су се квалификовале за Светско првенство у фудбалу за жене 2019. и Олимпијски фудбалски турнир
| Фиџи | 0 : 8    | Нови Зеланд |
| ---- | -------- | --- |
|      | Извештај | - Рози Вајт 2’, 90+1’ - Сера Грегориус 6’ (пен.), 75’ - Бетси Хасет 38’, 55’ - Мејкајла Мур 45+2’ - Кети Руд 48’ |

## Голгетерке
Укупно је постигнуто  108 голова у 16 утакмица, с просеком од 6.75 гола по утакмици.
8 голова
- Сера Грегориус
- Меган Гунемба

6 голова
- Луиса Таманитоакула
- Ема Ролстон
- Рози Вајт

## Достигнућа
Награда „Златна лопта” додељена је најистакнутијем играчу турнира. Награда „Златна копачка” додељена је најбољем стрелцу турнира. Награда „Златна рукавица” додељена је најбољем голману турнира. Награда за „фер плеј” додељена је тиму са најбољим дисциплинским рекордом на турниру.
| Награда         | Награђени                     |
| --------------- | ----------------------------- |
| Златна лопта    | Бетси Хасет                   |
| Златна копачка  | Сера Греготијус Меган Гунемба |
| Златна рукавица | Ади Тувај                     |
| Фер плеј        | Нови Зеланд                   |

## Квалификације за међународне турнире

### Квалификовани тимови за Светско првенство у фудбалу за жене 2019.
Женска фудбалска репрезентација Новог Зеланда из ОФК-а се квалификовала за Светско првенство у фудбалу за жене 2019..
| Екипа       | Квалификовала се  | Претходна учешћа на Светском првенству у фудбалу за жене1 |
| ----------- | ----------------- | --------------------------------------------------------- |
| Нови Зеланд | 1. децембар 2018. | 4 (1991, 2007, 2011, 2015)                                |

1 Појачан означава шампионе за ту годину. Курзив означава домаћине за ту годину.

### Квалификовани тимови за Олимпијске игре
Женска фудбалска репрезентација Новог Зеланда из ОФК-а се квалификовала за Олимпијски фудбалски турнир
| Екипа       | Квалификовала се  | Претходна учешћа на Олимпијски фудбалски турнир1 |
| ----------- | ----------------- | ------------------------------------------------ |
| Нови Зеланд | 1. децембар 2018. | 3 (2008, 2012, 2016)                             |

1 Појачан означава шампионе за ту годину. Курзив означава домаћине за ту годину.